# Doma natural
La doma natural és un coneixement de la naturalesa del cavall que ens permet comunicar-nos amb ell i tractar-lo des del respecte i sense tenir mals entesos, és a dir tenir un cavall confiat.
Amb la doma natural es busca una harmonia amb el cavall per poder treballar-lo sense tensions i amb moviments lliures.
La doma natural busca tenir la voluntat del cavall utilitzant mètodes de manera que el cavall comprengui el que volem però amb la seva pròpia lògica, sense forçar-lo.
Tot aquest procediment es fa tant peu a terra com muntat.

## Què és la doma natural?
La doma natural és la manera d'entendre el comportament i funcionament del cavall en el seu estat natural, adquirint tots aquests coneixements es busca aplicar-los a la manera d'entendre la doma d'un cavall, i la seva futura munta, aplicar aquests coneixements afavoreix a la cooperació del cavall i al seu benestar, tant psicològic com físic.
La doma natural comença amb l'estudi dels cavalls que viuen en llibertat completa i sense contacte humà, els que normalment considerem salvatges.
Molts cops (la majoria) és molt més complicat reeducar al genet que al cavall, ja que als genets se'ls educa d'una manera completament diferent, per tant ja tenen unes bases.

## Origen, d'on ve?
Cal saber que la doma natural originalment ve dels cowboys, aquest van crear una nova manera de tractar als cavalls, ja que estaven farts dels mètodes convencionals i creien que no eren els mètodes més eficaços.
Els coneixements de la doma naturals tenen unes certes bases.
Les fonts en les quals es basen els coneixements de doma natural són: etologia equina, fisiologia equina, biomecànica equina, psicologia animal i endocrinologia.
En l'àmbit experimental les bases són: veterinària, fisioterapèutiques, massatgistes i cowboys cansats de barallar-se amb cavalls salvatges i resaviats. També formen part de les bases domadors d'altres disciplines eqüestres.
Així i tot el coneixement sempre està en creixement i per tal de créixer més s'accepten opinions per augmentar els coneixements i la manera de relacionar-nos amb el cavall.
També basen els coneixements de l'experiència personal de tots aquells que han tractat amb molts cavalls i han rebut moltes classes de disciplines vàries, amb diferents tipus de doma i d'entrenadors de diferents països i cultures diferents. L'observació de cavalls salvatges és un aspecte molt important, ja que, el que es busca és poder treballar amb tots els cavalls, si només provem i aprenem amb els cavalls domesticats o amb un mateix cavall els possibles aprenentatges que podem fer no seran vàlids amb cavalls salvatges, per tant és molt importat treballar amb més d'un cavall.

## Intenció de la doma natural
La doma natural és la demostració de què existeix una altra manera més justa i més pràctica de relacionar-nos amb els cavalls, també busca obtenir la felicitat de l'animal.
La doma natural treballa molt amb els reforços tant positius com negatius.
Però com amb tots els tipus de doma (doma clàssica, doma western.....) es busca tenir un cavall confiat, atent, que utilitzi el seu cos i ment el millor possible i que tingui ganes de col·laborar amb el genet.
La doma natural se centra molt a responsabilitzar als genets dels possibles problemes del cavall, ja que la majoria de problemes que tenen els cavalls (i que amb la doma natural es poden resoldre) són culpa dels genets o són provocats per aquest, per tant amb la doma natural s'ha de ser molt conscient que si no aconseguim allò que volem o no hem practicat prou o no ho estem fent bé.

## En que consisteix la doma natural?

### Bitless i neckrope
El bitless i el neckrope són dues opcions per a muntar al cavall però a diferència de la manera més coneguda, que és amb embocadura; és a dir amb un ferro a la boca del cavall, el bitless i el neckrope treballen sense embocadura.
Bitless:
Etimològicament bitless vol dir bit - embocadura i less - sense, per tant el nom ja ens indica que el bitless és una brida sense embocadura, això és molt més natural per al cavall i és menys agressiu, ja que no duu un ferro a la boca que el pressioni sobre les mucoses i paladar els quals són molt sensibles.
Tots els cavalls estan capacitats per anar amb bitless, els que no estem capacitats són els genets, ja que, som nosaltres els que dirigim i tenim el control sobre el cavall.
Hi ha diferent tipus de bitless, alguns són: sidepull, sidepull tipus Rambo Micklem, indian bosal, doctor cook, bosal, hackamore (del qual en trobem variants) hackamore anglès, hackamore alemany, hackamore flower, hackamore star, hackamore piccolo, hackamore barba, hackamore vaquer, hackamore jump in, hackamore S, hackamore fiore, hackamore stubben, hackamore LG i easy stop.
Explicació dels tipus de bitless:
- Side pull: El side pull el tipus de bitless més senzill, ja que bàsicament són dues anelles situades on acaba la muserola, és a dir a dalt de la comissura dels llavis, si fa o no fa, per fer un símil, les anelles estan situades a la mateixa alçada que el filet/embocadura, a les anelles s'hi lliguen les regnes i el funcionament que té és molt senzill, d'allà d'on estiris serà cap a on la cara del cavall es dirigirà.
- Indian bosal: L'indian bosal a diferència del side pull no és tan senzill, l'indian bosal exerceix pressió a darrere del morro, exactament al mentó del cavall, aquest tipus de bitless creu les regnes pel mentó, és a dir que la regna dreta està lligada al costat esquerre de la brida i viceversa, el seu funcionament és exercir pressió al morro.
- Doctor cook: El doctor Cook és un bitlesss similar l'indian bosal, amb la diferència de què el doctor cook va lligat a dalt de la brida, exactament on lligaries l'ofegador (on acaba la frontalera), per tant el bitless doctor Cook fa una gran x per sota de la cara del cavall, des de dalt de la brida fins a l'altre punta(l'extrem de les regnes).
- Bosal: El bosal, així com el side pull és molt senzill, el bosal és una muserola amb forma d'oval que al final té un pom (knock), el seu funcionament és molt senzill, ja que simplement lligues les regnes al pom, per tant no fas cap mena de pressió, ni estires la cara ni res, sinó que simplement dirigeixes.
- Hackamore: Hi ha diferent tipus de hackamore com es pot llegir més a dalt, la característica dels hackamore és que són bitless que fan palanca a la cara del cavall, dins d'aquestes palanques podem trobar molts estils, és per això que hi ha diferent tipus de hackamores, en fer palanca a la cara del cavall fan pressió, obligant així al cavall a afirmar o frenar.
- Easy stop: Aquest bitless és una barreja entre el hackamore i el bosal, és el més fort de tots els bitless, en ser una barreja el funcionament és una mica complex; té la característica del hackamore de fer palanca però al mateix temps les regnes les lliguem a la part de baix de tot de la brida. Com el seu nom indica Easy stop és un bitless per frenar amb facilitat, d'aquesta manera molta gent l'usa per ensenyar a frenar al cavall.

Etimològicament parlant el neckrope és una corda al coll neck-coll, rope-corda. El neckrope, és la manera més lliure de portar al cavall, sempre que se'n faci un bon ús, amb neckrope el cavall podria manar sobre nosaltres i de fet, aquí està la màgia d'aquesta manera de dirigir al cavall, es tracta de dirigir al cavall únicament amb la veu, les cames, la posició corporal, el seient i una petita ajuda per a les mans que subjecten la corda i ajuden a les cames i totes les altres ajudes naturals.

### Barefoot
Barefoot vol dir portar els peus descalços.
En la doma natural no es poden ferradures perquè es consideren innecessàries i antinaturals. Es poden posar botes equines per tenir cura del casc del cavall, aquestes poden servir per protegir el casc del desgast, de la humitat o altres perills que puguin malmetre el casc, també les poden usar com a mètode d'adaptació quan fem la transició de ferradures a barefoot. Inclús podem usar les botes per evitar que el casc es desgasti en excés.
Cal destacar que el casc és una part molt important del cos del cavall i el seu sistema circulatori, ja que per cada trepitjada que fa el cavall bombeja la sang enviant-la cap a dalt, per tant, és molt important periòdicament fer revisions amb un podòleg perquè li retalli els cascos al cavall i s'asseguri de què tot el casc està en bon estat, en cas de portar al cavall descalç i que tingui algun problema el qual implica haver de portar ferradures has de contactar amb un ferrador, perquè t'expliqui que necessita exactament el cavall.
Si el cavall porta barefoot hem de tenir cura de l'espai on està el cavall i el terra que trepitja, ja que, molts cops el sol que trepitja el cavall està pot provocar malalties en el casc o pot malmetre'l.

### Muntura barefoot
Les muntures barefoot són un tipus de muntura que no tenen carcassa, és a dir que no són rígides sinó que són flexibles.
Primer cal saber que la muntura fa una funció molt important, ja que reparteix el pes del genet al llarg del dors del cavall, cosa que és molt important per no lesionar el dors del cavall. Una muntura convencional té carcassa i és molt rígida per tant reparteix el pes però dificulta el moviment i la musculatura del dors, ja que, la muntura convencional és completament rígida i té molt poca flexibilitat.
La muntura barefoot no té carcassa però li dona completa llibertat al cavall per moure el dors i a l'hora de muscular està molt mes lliure, per tant les muntures barefoot tenen molt punts positius, tot i això la muntura barefoot no reparteix el pes del genet al llarg del dors, ja que, és una peça tova i sense amortiguació. És per això que es va fer una muntura amb una carcassa tova feta de fibres sintètiques que fan que la muntura sigui rígida però flexible alhora, per tant permet al cavall muscular i moure's i al mateix temps amortigua i reparteix el pes del genet.

### Ús de les ajudes
A diferència de les disciplines la doma natural treballa únicament amb les ajudes naturals (aquelles que podem fer nosaltres mateixos) les ajudes artificials no acostumen a utilitzar-se, les ajudes artificials són instruments que no surten de nosaltres.
Per posar un exemple, una ajuda artificial seria la fusta.
Com el que a la doma natural s'utilitza són les ajudes naturals, parlarem sobre elles.
Les ajudes naturals són la veu, les cames, les mans, el seient i sobretot la posició corporal.
Cal dir que les ajudes no som només nosaltres, el cavall també ens dona moltes ajudes i senyals sobre com està o si està actiu o amb ganes de col·laborar, inclús del seu estat d'ànim, tot això amb la seva posició corporal.
La veu, (cal saber que és molt important) amb la veu el cavall pot notar el nostre estat d'ànim. També podem dir-li al cavall que avanci, que pari, podem premiar-lo o renyar-lo.
Amb la veu a més podem calmar al cavall. Tant peu a terra com muntats. Amb això podem veure que la veu és una ajuda molt important.
La següent ajuda natural són les cames: el primer aspecte que cal ressaltar és que a diferència de la veu, les cames són una ajuda que només podem utilitzar estant a sobre del cavall.
En fer referència a la munta, les cames podrien ser l'ajuda més important, partint de la idea que són el que ens fa mantindre's a sobre del cavall, són més importants que les mans o el seient, ja que les cames són les que dirigeixen al cavall, les podem utilitzar per frenar, per girar, per avançar i sobretot per a mantenir l'equilibri.
A continuació parlarem sobre les mans, les mans són una ajuda poc importat tot i que s'acostuma a abusar d'elles. Les mans haurien de ser una ajuda molt superficial.
Les mans agafen les regnes que van cap al cap del cavall, això ens dona un major control de l'animal. Amb elles podem ajudar a les cames a dirigir el cavall, podem girar, frenar i ajudem a fer disminuir el ritme del cavall.
És molt important que les ordres que donem amb les mans siguin molt suaus i delicades, ja que amb les regnes tenim el control del coll, nuca i cap del cavall.
Peu a terra però les mans tenen un paper important, ja que peu a terra amb les mans estem agafant el cavall per tant tenim el domini d'aquest. Si el cavall està nerviós o té algun problema nosaltres, peu a terra, amb el ramal/corda/regnes hem de vetllar per tal que el cavall no marxi o podem posar-lo més nerviós, tot depèn de l'ús que li donis a les ajudes, als recursos que tinguis i com els utilitzis.
Podríem dir que el seient i la posició corporal van molt lligats l'un amb l'altre quan parlem de la munta.
Cal destacar que segons com ens senten i distribuïm el pes li estem indicant al cavall, una cosa o una altra.
La posició corporal és molt important ja que és la manera en què ens acostem al cavall i com ell ens veu o interpreta, un exemple d'això seria: si jo m'acosto a un cavall de cop, intimidant-lo i mirant-lo als ulls se sentirà amenaçat i refusarà el nostre contacte donant-nos la gropa o intentant fugir. En canvi si t'acostes a poc a poc, curosament, i amb poca seguretat el cavall ho notarà i s'hi aprofitarà.
Un cop estàs treballant amb l'animal la teva posició corporal també és molt important per dirigir al cavall i la seva actitud. Sigui peu a terra o muntat. En la munta un fàcil i clar exemple és la posició de l'esquena, si tu poses la teva esquena endavant, estàs incitant al cavall a anar més de pressa i a avançar, en canvi si poses l'esquena enrere incites al cavall a frenar o disminuir la velocitat. En el cas del peu a terra has de respectar l'espai personal del cavall, així com ell ha de respectar el teu. També has de tenir cura de la manera d'adreçar-te al cavall. Per demostrar això podríem seure al mig de la pista amb un llibre o mirant el mòbil el cavall com per naturalesa és curiós vindria a veure qui som i a investigar-nos, en canvi si estem cridant i saltant el cavall ens refusaria. Un altre exemple és on ens situem, si tu deixes al cavall lliure has d'imaginar una línia recta al mig de la seva panxa, si tu et situes darrere de la línia imaginària, convides al cavall a avançar i tirarà endavant, simplement exercint una petita pressió física, és a dir pel lloc on et poses. Si et poses per davant de la línia, el cavall frenarà o disminuirà el ritme, per aquesta raó és molt important ser conscient de la posició corporal i el seient. Cal destacar que la posició corporal trànsit moltes coses.

### Dieta equilibrada d'un cavall
S'estima que un cavall amb un treball lleuger ha d'ingerir entre el 2% i el 2,5% del seu pes, aquesta quantitat de menjar s'ha de repartir entre el farratge i els suplements.
El 80% de la dieta d'un cavall està basada en fibra, és a dir, farratge, l'altre 20% de l'alimentació són suplements, igual que amb les persones els suplements poden variar.
No tots els cavalls han de menjar la mateixa quantitat de farratge o de suplements, ni tots els cavalls mengen els mateixos suplements. El farratge és una combinació entre fenc, palla, herba de qualitat i sals a disposició, tot això fa que el cavall tingui una varietat nutricional molt amplia, tot això forma part del 80% en canvi, el 20% restant són suplements que depenen de les necessitats de cada cavall, ja sigui per la rasa, la salut física, el nivell de feina, el metabolisme.... Aquest suplement poden ser o bé suplements vitamínics, o bé pinsos compostos, o bé cereal baix en proporció o algun suplement. En tots els casos és millor consultar un nutricionista expert que sap de què parla.
És molt important saber la quantitat de menjar que el cavall ingereix, ja que podem estar donant menjar de pes i fer que el cavall desencadeni obesitat o que tingui excessiva energia, també es pot donar el cas contrari i que el cavall no tingui prou energia o estigui massa prim.
S'estima que un cavall amb un treball lleuger ha d'ingerir entre el 2% i el 2,5% del seu pes, aquesta quantitat de menjar s'ha de repartir entre el farratge i els suplements

### Slow feeding
L'slow feeding o alimentació lenta és una pràctica que contribueix a una millor digestió del cavall.
El sistema digestiu equí està dissenyat per digerir quantitats petites de menjar.
L'alimentació lenta consisteix a posar el menjar (palla, fenc, alfals...) en xarxes per tal de fer que a l'hora de menjar el cavall hagi de rebuscar i estirar del menjar, d'aquesta manera menja més lent, ja que, si menja directament del terra poden menjar-ho tots de cop, és a dir una gran quantitat en poc temps.
Donat que el sistema digestiu d'un cavall està dissenyat per a menjar de petites quantitats els aliments passen per l'estómac durant un lapse de temps molt curt, és per això que necessiten menjar lent, per poder triturar bé el menjar, tant quan el tenen a la boca com quan l'han ingerit.
A part d'això les xarxes slow feeding tenen altres beneficis: Major ordre ja que el menjar no queda escampat, més neteja, ja que el menjar no es podreix a terra i es veu més net, reducció de la despesa de menjar, ja que menja més a poc a poc per tant li dura més el menjar, millors digestions i millor conducta del cavall, ja que al durar-li més el menjar no s'avorreix ni agafa ansietat perquè se li acabi el menjar per tant te millor conducta.

### Altres
El terme doma natural l'utilitza molta gent i hi ha una part d'aquesta gent que utilitza el terme per vendre espectacles però, si ens fixem bé, podem observar que els cavalls d'aquests espectacles realment no acaben d'estar còmodes o tenen poques ganes de col·laborar, se'ls pot veure avorrits de fer sempre el mateix espectacle.
De fet a Espanya hi ha pocs experts que facin doma natural o que tinguin unes instal·lacions prou adequades per a poder dir que els cavalls estan en semillibertat. Algunes persones que realment són partícips de la doma natural i la practiquen són: Uxía Blanco, Carmen Manzano, Sofia Lambin, Lucy Rees, Tomás Mateo...
També és molt important fer estiraments amb els cavalls. Igual que nosaltres els cavalls també s'han d'estirar i nosaltres els podem ajudar a fer-ho, sobretot després d'haver treballat, els podem fer estirar el dors, el coll (pels dos costats, molt important) cervicals, tensar abdominals, posteriors i malucs.
La doma natural en les altres disciplines destaca per ser una pràctica poc utilitzada, portar bitless sol seu tema d'admiració, de fet en la disciplina de doma clàssica no és permès sortir a concursar amb bitless, en el salt d'obstacles podem veure algun concursant a bitless.

## Treball peu a terra i la seva importància
El treball peu a terra és aquella part de l'entrenament del cavall que es realitza sense estar a sobre de l'animal. Amb el treball peu a terra en l'àmbit físic podem treballar el mateix que muntats però a part també podem treballar altres coses com bé podrien ser: fer entendre al cavall les ajudes, augmentar la confiança i el vincle genet-cavall, ensenyar al cavall a prestar atenció a tu en qualsevol situació.
És la manera d'entrenar al cavall més positiva que li podem oferir, és un mètode d'estirar-o, esvair i activar tot el seu cos. Amb el treball peu a terra podem mantenir als cavalls en una forma física optima perquè la munta no els perjudiqui.
Podem treballar la seva forma física sense la necessitat d'haver de pujar-hi, dedicant uns minuts al treball a la corda abans de muntar-los l'ajuda a escalfar el dors abans de pujar-hi.
El treball peu a terra no és només en cercles i en pla sinó que és en tota mena de terreny: en pujades, baixades, saltets, fang, aigua dur i tou.
El treball peu a terra el podem realitzar com treball a la corda, treball en llibertat... El treball a la corda el podem realitzar de dues maneres: en fer cercles al cavall o en línia recta.
Treball peu a terra a la corda en cercle: si treballem al nostre cavall en cercle, primerament, hem d'encarregar-nos de què el cavall no fa els cercles sistemàticament. Normalment quan es treballa a un cavall a la corda se li posen randatges com el sistema d'entrenament Pessoa o unes gomes, amb la doma natural no s'utilitzen els randatges, aquesta podria ser la primera diferència entre el treball a la corda majoritàriament conegut i el treball a la corda que es fa de manera més natural.
Quan es treballa un cavall a la corda en cercles es poden posar alguns obstacles com algun salt perquè el cavall musculi i no s'avorreixi de fer el cercle i, per tant, comenci a fer-lo sistemàticament, s'ha d'anar canviant de direcció i de ritme i es poden treballar les transicions amb la veu.
El treball a la corda en cercles se sol fer al centre/finca on tinguis al cavall.
El treball a la corda en cercles també es pot practicar en llibertat sempre que tinguis clar que el cavall no marxarà i no causarà problemes.
El treball peu a terra en línia recta se sol practicar fora del centre/ finca, és a dir sortint als camps o voltants del centre/finca, sortint fora el que es busca a part de treballar físicament al cavall és aconseguir tenir un cavall relaxat en totes les situacions: pista, camp, quan passa un cotxe... també es treballa la reacció del cavall a la veu, és a dir indicar-li quan accelerar, frenar...
bàsicament igual que amb el treball de munta amb el treball peu a terra es busca muscular al cavall i ensenyar-lo a obeir o a acceptar les ordres que li donem a través de les ajudes.
La importància del peu a terra és muscular al cavall, millorar el vincles i ensenyar-lo a acceptar i entendre les ajudes.

## Treball de munta

### Importància de la munta
Realment el treball de munta no és tan important, ja que no tots els cavalls es poden muntar o no tots els cavalls estan entrenats per muntar-los i de fet la majoria que es considera partícip de la doma natural no està a favor de muntar cavalls en baixa forma o poc musculats per ser muntats així que muntar a un cavall no és gaire important i pots tenir un cavall i treballar-lo i en un futur si vols, poder muntar-lo.

### Munta natural
La munta natural és una manera de muntar què és entesa per tots els cavalls, es busca muntar de la manera més natural possible per tal de fer comprendre al cavall el que vols de manera fàcil, de fet amb la munta clàssica utilitzem ajudes que molts cops els cavalls no saben comprendre.

### Munta clàssica
Amb la munta clàssica donem moltes ordres que hi ha cops que no són compresos pels cavalls i les tècniques que s'empren són agressives amb la naturalesa del cavall, a part de ser agressives les tècniques tendeixen a obligar el cavall a fer el que li demanem i a no deixar-li entendre el que volem, a part amb la munta clàssica està molt generalitzada la posició que ha de portar el cavall i no tots els cavalls poden estar còmodes i muscular i treballar estan en la mateixa posició.

### Informació general
- Lloc web de Lucy Rees: https://www.lucyrees.com/doma-natural/practicas.htm Arxivat 2018-04-25 a Wayback Machine. (en castellà) consultat al octubre 2019
- Entrevista a Carmen Manzano: https://elcorreoweb.es/movil/temas-de-portada/de-como-susurrar-al-oido-de-los-caballos-GE4503668 (en castellà) consultat: octubre 2019

### Què és?
- Què és la doma natural?

https://www.lucyrees.com/ (en castellà) consultat: octubre 2019
- Què és la doma natural?

http://www.andn.es/doma.php (en castellà) consultat: octubre 2019

### Ajudes: naturals i artificials
http://blog.mitiendahipica.com/las-ayudas-lenguaje-y-senales-con-nuestro-caballo/ (en castellà) consultat: octubre 2019
https://www.youtube.com/watch?v=4kOu96RH4KI&feature=youtu.be (en castellà) consultat: octubre 2019
- Informació sobre les ajudes naturals https://escueladeequitacionsanjorge.com/las-ayudas-naturales/ (en castellà) consultat: octubre 2019
- Informació sobre les ajudes artificials

https://escueladeequitacionsanjorge.com/las-ayudas-artificiales/ (en castellà) consultat: octubre 2019

### Bitless
- Tipus de bitless

https://uxiablancopi.wixsite.com/misitio/post/tipos-de-cabezadas-sin-embocadura-o-bitless Arxivat 2019-11-04 a Wayback Machine. (en castellà) consultat: octubre 2019

### Alimentació
- Slow feeding https://www.instagram.com/p/BtQD2zPA4Og/?igshid=18kna814468%09https://portoverde.es/redes-heno/16-que-son-las-redes-slow-feeding-para-caballo (en castellà) consultat: octubre 2019

### Barefoot →
http://www.bootsforhorses.es/botas-caballos-barefoot/espanol/inicio_13_1_ap.html (en castellà) consultat: octubre 2019

### Montura barefoot
https://www.goodvibesequitacion.es/blog/blog/monturas-sin-armazon-vs-monturas-barefoot (en castellà) consultat: octubre 2019